# IBM 데브옵스 코드 클리어케이스
IBM 데브옵스 코드 클리어케이스(IBM DevOps Code ClearCase) 또는 IBM 래셔널 클리어케이스(IBM Rational ClearCase)는 소스 코드와 기타 소프트웨어 개발 자산의 소프트웨어 구성 관리(SCM)을 지원하는 컴퓨터 소프트웨어 도구 패밀리이다.
전자 디자인 아티팩트의 디자인 데이터 관리도 지원하므로 하드웨어와 소프트웨어의 공동 개발이 가능하다. 클리어케이스에는 버전 관리를 포함하며 대형, 중소형 규모의 비즈니스에서 구성 관리의 토대를 형성하며 수백, 수천 명의 개발자들과 함께 프로젝트를 할 수 있다. IBM이 개발했다.